# Золотой сертификат (Российская Федерация)
Золотой сертификат Российской Федерации — вид ценных бумаг, выпускавшихся в России в 1993—1994 годах для покрытия бюджетных расходов. Золотой сертификат выпускался в качестве долговых обязательств, гарантированных Правительством Российской Федерации, являлся одной из форм государственного внутреннего долга.

Министерство финансов Российской Федерации выпустило золотые сертификаты 27 сентября 1993, номинал сертификатов составлял 10 килограмм золота 0,9999 пробы. В целях повышения продаж предусматривалось дробление сертификата банками, но не менее 100 граммов золота.

 …Золотые сертификаты являются государственными ценными бумагами, предоставляющими их владельцу право на получение в срок погашения, определенный условиями выпуска, золота в слитках (ГОСТ 28058-89, ОСТ 117-30-96) в количестве, эквивалентном 1 килограмму химически чистого золота за каждый погашаемый золотой сертификат…— Постановление Правительства РФ от 27.07.1998 N 861 "О Генеральных условиях эмиссии и обращения государственных облигаций, погашаемых золотом

## Обеспечение
Золотые сертификаты России занимают отдельное место среди ценных бумаг, эмитированных Министерством финансов РФ под обеспечение золотом. В качестве обеспечения золотых сертификатов Комитетом по драгоценным металлам и камням было депонировано 100 тонн золота 0,9999 пробы. Объём эмиссии золотых сертификатов в рублях по курсу Центрального банка РФ определялся исходя из цены золота на Лондонском рынке на дату начала выпуска сертификатов 27 сентября 1993 года.

## Форма выпуска
Золотые сертификаты, выпускаемые Министерством финансов Российской Федерации, являлись именными ценными бумагами, реестр владельцев сертификатов также вел Минфин. Номинал сертификатов был эквивалентен 10 килограммам химически чистого золота. Гарантированная годовая доходность по сертификатам была на уровне 3-х месячной ставки ЛИБОР по долларам США плюс 3 % годовых.

## Размещение
Первичное размещение золотых сертификатов Российской Федерации осуществляло Министерство финансов, продавая их уполномоченным банкам. В первые две недели продажа сертификатов осуществлялась по номинальной стоимости, в дальнейшем золотые сертификаты продавались с «премией» устанавливаемой Министерством финансов Российской Федерации. Размер премии определялся исходя из гарантированной доходности и количества дней, прошедших со дня начала выпуска сертификатов. По сути, размер премии представлял собой накопленный доход по сертификату.

Стоит заметить, номинал золотого сертификата выражался в рублевом эквиваленте и был величиной переменной, то есть цена его зависела от изменения цены на золото и соотношения курса доллара к рублю. Так как курс доллара по отношению к курсу рубля в 1993 и 1994 году имел тенденцию к повышению, стоимость золотого сертификата в рублевом выражении росла довольно быстрыми темпами. Номинал сертификата в конце 1993 года составлял 150 миллионов рублей, а уже через три месяца его стоимость составляла 200 миллионов рублей, таким образом, цена сертификата индексировалась относительно цены на золото и курса доллара, что обеспечивало полное сбережение средств инвесторов от гиперинфляции. 

Размещением золотых сертификатов на вторичном рынке занимались уполномоченные банки, которые продавали сертификаты по договорным ценам. Ограничений на покупку и продажу сертификатов не было, владельцем сертификата могли стать как юридические, так и физические лица. При перепродаже золотых сертификатов на основании договора купли-продажи Министерством финансов РФ в реестр собственников вносились соответствующие изменения.

## Дробление сертификата
Золотой сертификат являлся ценной бумагой крупного номинала — 10 килограмм чистого золота, в связи, с чем было принято решение дать возможность уполномоченным банкам разрешить дробление сертификата. Банкам была дана возможность дробить сертификат в любой пропорции, но с учётом того что минимальная доля не могла быть менее 100 грамм чистого золота.

Дробление сертификатов осуществлялось одним из следующих способов:

В первом случае банк продавал золотой сертификат нескольким клиентам, тогда между всеми клиентами подписывался договор о совместном владении золотым сертификатом на основании долевой собственности. Минфин РФ на основании этого договора вносил всех владельцев в реестр владельцев сертификата. Такой способ дробления давал возможность избежать налогообложения с дохода, так как по условиям выпуска сертификатов все доходы от операций с сертификатом освобождались от уплаты налогов. 

Во втором случае уполномоченные банки сами проводили дробление сертификата на доли, а уже потом выпускали собственные облигации, которые были обеспечены золотым сертификатом. Облигации уполномоченных банков обеспеченные золотым сертификатом эмитировались в общеустановленном порядке и уже рассматривались как обычные ценные бумаги, в связи с чем подлежали налогообложению.

## Выплаты доходов
Выплата дохода по процентам осуществлялось Министерством финансов Российской Федерации ежеквартально, и выплачивалось в рублях 1 числа первого месяца каждого квартала. Доход начислялся исходя из индексированной номинальной стоимости золотого сертификата, по формуле 3/12 3-х месячной ставки ЛИБОР на эту дату плюс 0,75 %.

Выплаты по процентам производились с 5 по 25 число месяца, следующего за отчетным периодом, денежные средства переводились на рублевые счета владельцев сертификатов. В целях упорядочивания начислений квартального дохода был установлен экс-дивидендный период который составлял три рабочих дня перед окончанием квартала, в течение этого периода было запрещено продавать сертификат.

## Период обращения
Период обращения золотых сертификатов составил всего один год с сентября 1993 по сентябрь 1994 года, после чего сертификаты гасились по номинальной стоимости с выплатой процентов за последний квартал.

## Погашение сертификата
Владелец сертификатов по желанию мог выбрать один из видов погашения:

— Российскими рублями, стоимость сертификата определяли путём расчета эквивалента номинальной стоимости золотого сертификата из средней цены на золото на Лондонском рынке в сентябре 1994 года.

— Государственными ценными бумагами Российской Федерации.

— Золотыми слитками 0,9999 пробы. Владелец сертификата мог получить золотой слиток массой 1 килограмм в Комитете по драгоценным металлам и камням. Но существовала одна проблема, клиент был обязан обладать лицензией на право проведения операций с драгоценными металлами.

## Место в истории
В истории новой России выпуск золотых сертификатов имел огромное значение для развития рынка ценных бумаг. Впервые на Российском рынке ценных бумаг были выпущены долговые обязательства обеспеченные реальными активами — золотом. Реальная стоимость сертификатов индексировалась в зависимости от ситуации на мировых рынках драгоценных металлов, а доходность сертификатов была привязана к ставке ЛИБОР.

Стоит также отметить, что при выпуске сертификатов разошлись интересы инвесторов и Министерства финансов РФ. Первые считали, что уровень доходности совершенно недостаточный, так как на других финансовых операциях они могли получить более существенный доход. Вторые считали, что установленные уровни доходности, привязанные к мировым стандартам, являются вполне достаточными для вложения средств в эти ценные бумаги. В сложившейся ситуации была размещена только небольшая часть эмиссии, а вторичный рынок сертификатов при их дроблении практически отсутствовал.